# Hestiaea
Hestiaea, també coneguda com a Hestiaea d'Alexandria, va ser una erudita que va escriure un tractat sobre la Ilíada d'Homer que va discutir la qüestió de si la Guerra de Troia es va produir a prop de la ciutat, llavors anomenada Ilí, i que va ser citada per Demetri d'Escepsis. Cap dels seus treballs s'ha conservat.
Es creu que Hestiaea va viure a l'antiga ciutat grega d'Alexandria Troas, al mar Egeu a la Turquia moderna o a Alexandria, Egipte.
Hestiaea es va adonar correctament que la planíce situada entre Troia i el Mar Mediterrani era un dipòsit de terra comparativament recent i, per tant, va qüestionar la visió homèrica que aquesta plana era el lloc on es va produir la Guerra de Troia. La seva opinió va influir en Demetri d'Escepsis, que la va citar com a font. Segons l'estudiós d'Homer, J. V. Luce, escrivint a Celebrant els paisatges d'Homer: Troia i Ítaca Revisitades, ni Hestiaea ni Demetri haurien acceptat la visió dels habitants d'Ili que la seva ciutat va marcar la ubicació de l'antiga Troia.
Estrabó esmenta Hestiaea en la seva "Geografia" (XIII.1.16, C599): "Demetri cita també a Hestiaea d'Alexandria com a testimoni, una dona que va escriure un treball sobre la "Ilíada" d'Homer i es va preguntar si la guerra es va produir al voltant de l'actual Ilí i la plana de Troia, que aquest últim situa entre la ciutat i el mar, perquè, va dir, que la plana que ara hi ha per davant de l'actual ciutat és un dipòsit posterior dels rius". També se li atribueix els comentaris medievals sobre la "Ilíada" i sobre "Treballs i dies" d'Hesíode per a una de les diverses explicacions de l'epítet poètic "Daurada Afrodita": "Hestiaea la gramàtica diu que a Egipte hi ha una plana anomenada Daurada on Afrodita és lloada". "Hestiaea the grammarian says that the plain where Aphrodite's temple stands is called Golden: that is why it is the 'temple of Golden Aphrodite'." A part d'aquestes tres cites curtes, avui en dia no sobreviu res del tractat d'Hestiaea sobre la "Ilíada".